# Paus Leo I
Leo I de Grote (Toscane, 400 - Rome, 10 november 461) was de 45ste paus van de Rooms-Katholieke Kerk, is de eerste paus wiens levensloop duidelijk bekend is en over wie informatie bewaard is gebleven. Hij stopte de invasie van Attila de Hun tijdens een gesprek in zijn kampement aan het Gardameer in 452 en leidde de centralisatie van de Kerk.

## Biografie
Volgens het Liber Pontificalis werd Leo ergens in Toscane geboren. Zijn gangen voor zijn pausverkiezing zijn redelijk goed bekend. Hij was als diplomaat onder meer betrokken bij een ruzie over het patriarchaat van Jeruzalem. Ook deed hij een poging een einde te maken aan de strijd tussen Aetius en Albinus, de twee machtigste kerkelijke leiders van Gallië. Tijdens deze missie stierf zijn voorganger, paus Sixtus III, waarop Leo unaniem tot paus verkozen werd, ondanks zijn afwezigheid. Leo I was de eerste paus die besloot om de heidense titel van pontifex maximus te dragen.

### Wereldlijke macht

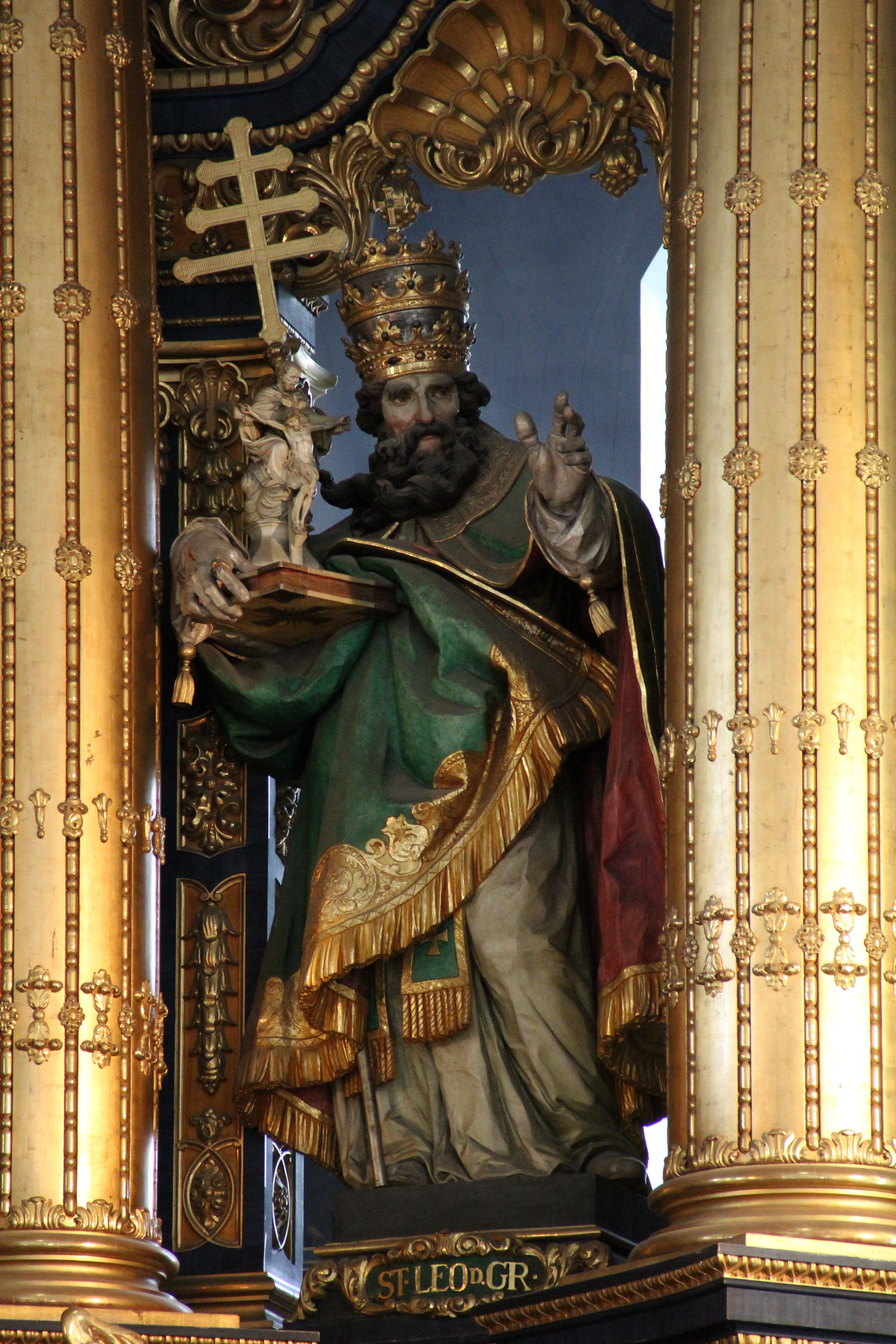
Standbeeld van paus Leo I in de Sint-Annabasiliek in het Duitse Altötting

Doordat de Kerk pas ruim honderd jaar niet meer vervolgd werd, waren er veel ruzies over territoria. Dit werd gecombineerd met een voortdurende rivaliteit tussen de Kerk in het Oost-Romeinse Rijk en het West-Romeinse Rijk. Zodoende was er een grote mate van spanning tussen bisschoppen onderling, maar ook tussen bisschoppen en de paus. Leo I mengde zich hier actief in, enerzijds om de problemen op te lossen, anderzijds om zijn machtsbasis te vergroten.
De opvolging van Cyrillus, patriarch van Alexandrië, door Dioscurus, leidde in 445 tot een inmenging van de paus in deze kwestie. Hij vond dat de Alexandrijnse Kerk die van Rome moest volgen. Hiervoor voerde hij het theologische argument aan dat de evangelist Marcus, stichter van de Kerk in Alexandrië, ook een volgeling was van Petrus, de eerste paus. Zo groeide zijn machtsgebied verder.
De provincie Maurettania Caesariensis, die sinds de invasie van de Vandalen geïsoleerd was komen te liggen, werd door Leo ook onder zijn macht gebracht, waarna hij over een aantal zaken van discipline een definitief oordeel velde.

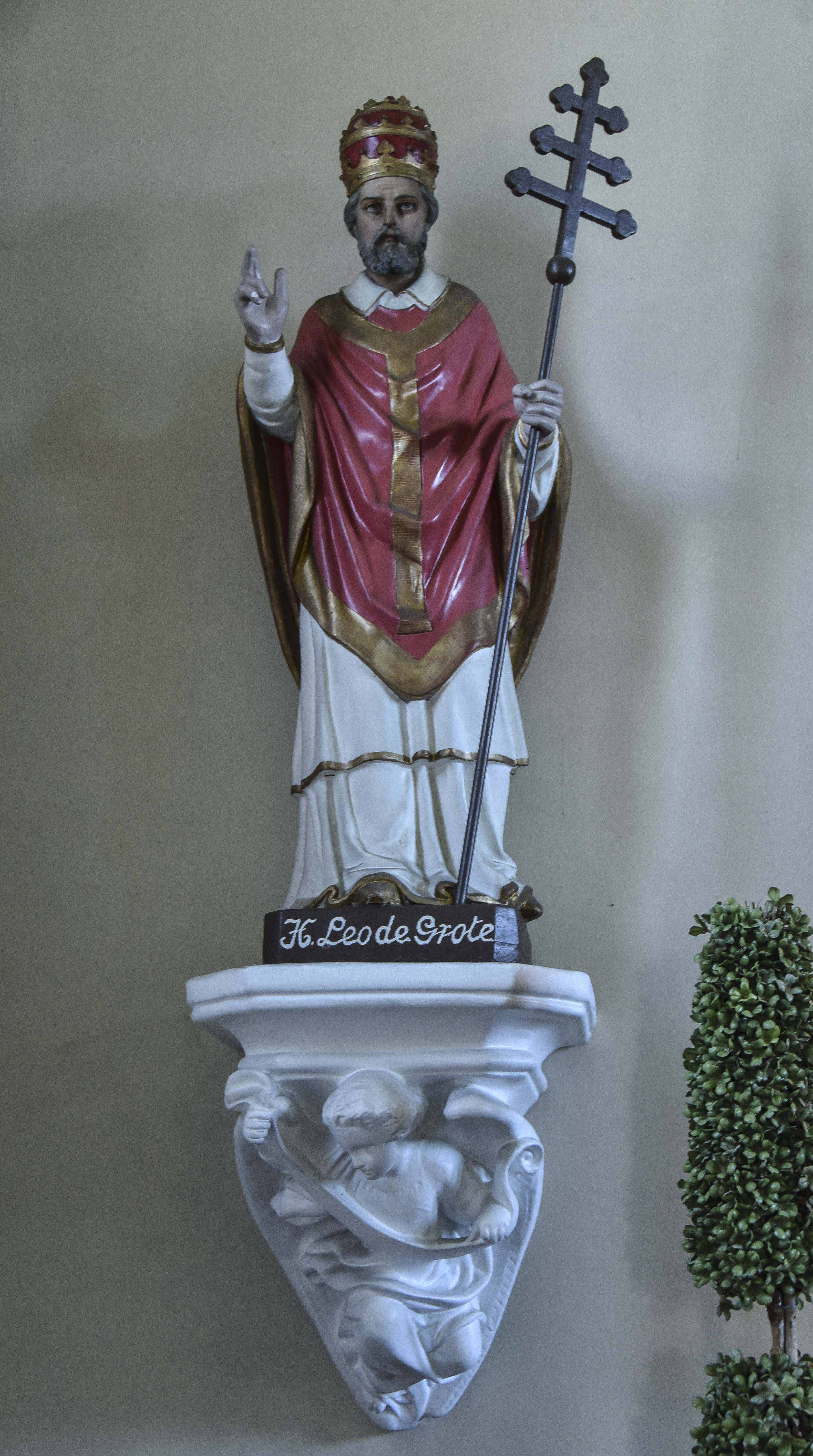
Leo de Grote in de Sint-Leo de Grotekerk in Zwankendamme

De strijd tussen Rome en Constantinopel was goed duidelijk in de provincie Illyricum. Paus Innocentius I had de metropoliet van Thessaloniki onder zijn macht proberen te brengen, maar deze bleef naar Constantinopel neigen. In 444 schreef Leo een brief waarin hij duidelijk maakte dat Petrus, zijn eerste voorganger, de uiteindelijke macht over de Kerk had ontvangen. Daardoor was Rome uiteindelijk gemachtigd de belangrijkste beslissingen goed te keuren. In 446 volgde nog een poging Illyricum te domineren, maar na de dood van Leo in 461 was de pauselijke macht daar verbleekt.

### Gallië
In de provincie Gallië speelde een langslepende kwestie over wie er de baas moest zijn, die al duurde sinds de tijd van paus Zosimus. Deze had Patroclus de macht over de hele provincie gegeven, een dominante positie die zijn opvolger Hilarius consolideerde. Een klacht van Celidonius van Besançon over dit handelen gaf Leo de mogelijkheid zich hier in te mengen. Hij ontnam Hilarius zijn bevoorrechte positie, zelfs als metropoliet van Vienne.
Leo I zag dit als een bedreiging van zijn macht, en die van de Romeinse monarchie. Als oplossing vroeg hij Valentinianus III om hulp. Deze schreef het decreet van 6 juni 445, waarin stond dat de paus de hoogste macht in de kerk had en dat elke obstructie gezien moest worden als verraad wat ook zo behandeld zou worden. Hiervoor baseerde hij zich op de Bijbel en het Concilie van Nicaea. De wil van de paus was wet geworden. Hilarius bond in, en na zijn dood werd het metropolietschap verdeeld tussen Ravennus van Vienne en Celidonius van Arles.

### DeTome
Sinds de ideeën van Nestorius van Constantinopel was de kerk verdeeld over de naturenleer van Christus. Dit conflict kwam weer tot uitbarsting nadat een monnik uit Constantinopel, Eutyches, het monofysitisme propageerde. Eutyches deed onder meer een beroep op Leo I en dit leidde tot een conflict in de kerk waarbij men elkaar verketterde en excommuniceerde.
Op de Roverssynode in Ephesus werd de Tome, een brief aan patriarch Flavianus van Constantinopel door representanten van Leo I bezorgd. In deze tekst zette Leo leerstellig uiteen dat Christus twee naturen bezat die bestonden in co-existentie. Het concilie besteedde er geen aandacht aan en las de brief niet, maar stuurde Flavianus en Eutyches, presbyter van Constantinopel, weg.
Leo eiste bij de keizer een eucumenisch concilie, op Italiaans grondgebied. In Rome organiseerde hij een synode, waar hij alle besluiten van de Roverssynode nietig verklaarde. Ook veroordeelde hij Eutyches als ketter en manicheïst.
Met de dood van Theodosius II en de daaropvolgende machtsverschuiving in het Oost-Romeinse Rijk, evenals de aanstelling van Anatolius als patriarch van Constantinopel, werd de Tome opeens veel gelezen en werd aan Leo's eis voldaan. Het concilie zou echter niet plaatshebben in Italië, maar in Nicea. Later besloot men uit te wijken naar Chalcedon. De afgezanten van Leo kregen een erevoorzitterschap aangeboden en de bisschoppen beloofden hem te erkennen als de hoogste man in de kerk. Doordat het buiten zijn grondgebied was, weigerde Leo I dit echter ferm, waardoor een situatie ontstond waarin het maatschappelijk belang van een stad te koppelen was aan het kerkelijk belang. Leo steunde echter wel de decreten. Bij het Concilie van Chalcedon werd ook de tome van Leo aanvaard als een vaststaand dogma.

### Plundering van Rome

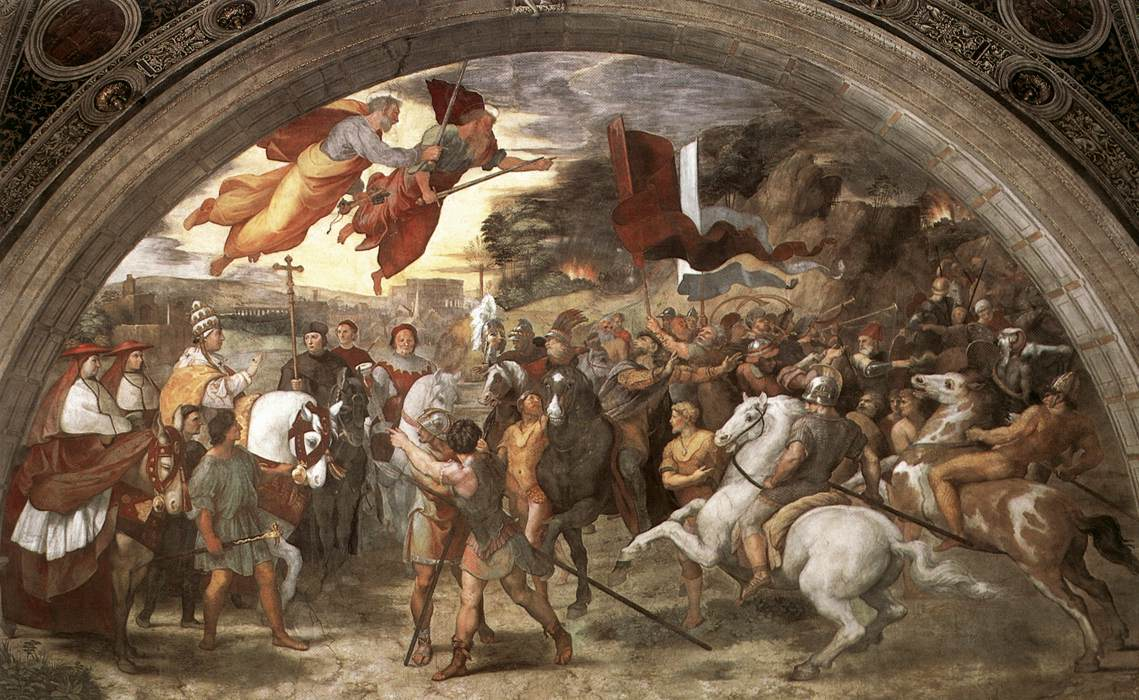
Rafaels Ontmoeting tussen Leo de Grote en Attila toont Leo I, begeleid door Petrus en Paulus, buiten de stadsmuren van Rome. Dit fresco is geschilderd in de privévertrekken van de paus.

Door de naderende val van het West-Romeinse Rijk kon Leo I veel wereldlijke macht naar zich toe halen en zich profileren als gelijkwaardig aan de keizer. Met de invasie van Attila de Hun in 452 zag Leo volgens Prosper Tyron zijn kans schoon, en ging hij op de Hunnen af om vrede te sluiten. Attila had zijn kampement opgeslagen bij het Gardameer, met het vooruitzicht Rome aan te vallen. Paus Leo I de Grote scheen zijn plannen te voorzien en ging met een gevolg van bisschoppen en priesters naar de Hunnen. Wat er in de hoofdmanstent is gezegd weet niemand precies, in een theorie wordt verondersteld dat de paus Attila van zijn plannen afbracht, met het argument dat Italië al genoeg geplunderd was, en dat Rome en het land hem niet veel te bieden had. Dit scheen zoveel indruk gemaakt te hebben, dat Attila Rome niet aanviel. Een andere theorie meldt dat Leo I inspeelde op de bijgelovigheid van de Hunnenleider. Hij zou Attila hebben gewezen op de onfortuinlijke dood van Alarik I kort na zijn plundering van Rome. Attila droop af en trok noordoostelijk via de westelijke uitlopers van de Karawanken naar Pannonië. Andere bronnen ontkennen dit verhaal echter: alsof een groep geestelijken de Geweldenaar van Europa van gedachten kon doen veranderen. Sommige schrijvers vertelden dat Attila achter de Paus de engel Michaël had zien staan, die hem met zijn zwaard bedreigde als hij de Paus niet zou gehoorzamen.  De Vandalen kon Leo in 455 niet tegenhouden, maar plundering en moord werden in meer of mindere mate door hem geremd.

## Theologie

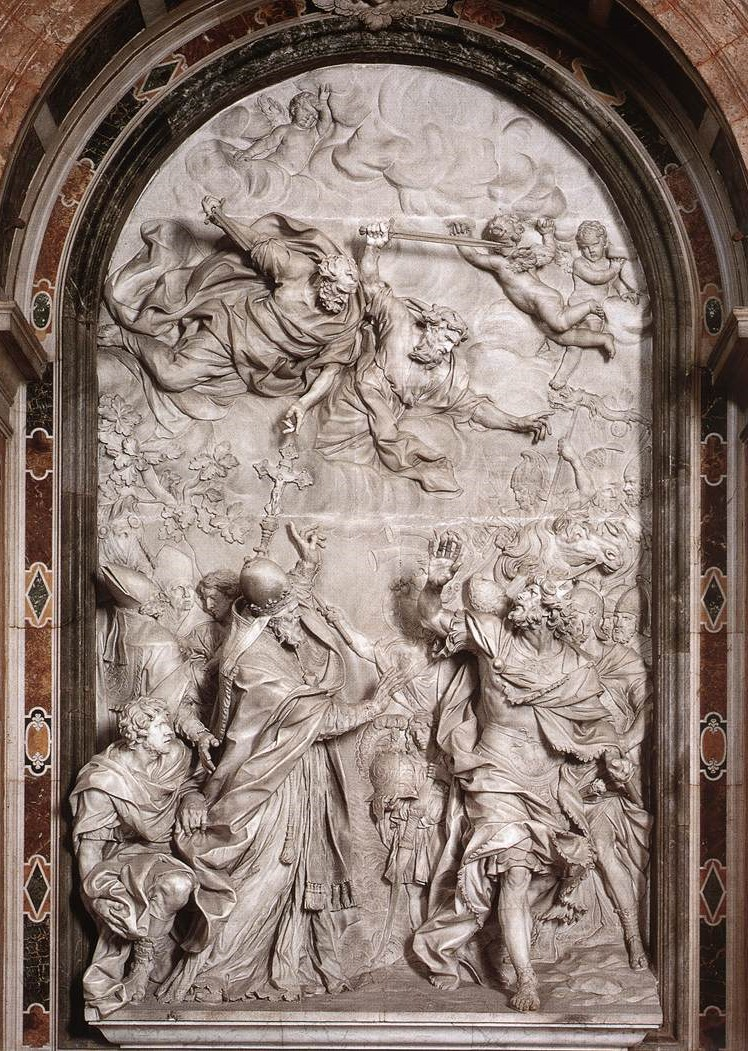
Het altaar van Leo I in de Sint-Pietersbasiliek. Het marmeren beeldhouwwerk vertoont de ontmoeting tussen Leo I en Attila.

Onder het pontificaat van Leo I speelden een aantal langslepende kwesties, zoals het vraagstuk van het pelagianisme en de machtsstrijd in Gallië. Leo reageerde op dit soort zaken vanuit een conservatief, streng theologisch standpunt. Zijn pontificaat heeft daarom de naam conservatief geweest te zijn.
Tijdens het pontificaat van Leo werden de manicheïsten door de Vandalen naar Rome gedreven. In het geheim hielden deze bijeenkomsten, waarop zij hun geloof beleden. Toen Leo hierachter kwam, verbrandde hij in het openbaar de manicheïstische boeken en hield hij een publiekelijk debat over deze leer, waarna de keizer op 19 juni 445 het manicheïsme verbood. Ook pelagianisten in het bisdom Aquileia, die samen met de katholieke hoofdstroom naar de kerk gingen zonder hun geloof af te zweren, pakte paus Leo hard aan. Het in Spanje opgekomen priscillianisme ontsnapte ook niet aan de aandacht van de paus. Bisschop Turrubius van Astorga zond een brief naar alle Spaanse bisschoppen, evenals een kopie naar de paus, waarin hij het probleem uiteenzette. Leo, die de kans op macht in Spanje niet wou laten schieten, stuurde een brief terug met duidelijke richtlijnen met betrekking tot de priscillianisten. Ook de bisschop van Sicilië kreeg een forse afstraffing, nadat gebleken was dat zijn priesters zich niet aan alle voorgeschreven wetten en richtlijnen hielden.

## Heiligenverering
Leo I stierf op 10 november 461 en hij was de eerste paus die in de Sint-Pietersbasiliek werd begraven. Dit is ook zijn katholieke, evangelische en anglicaanse feestdag. Tot 1969 werd hij op 11 april herdacht. De orthodoxe kerk gedenkt hem op 18 februari.
Paus Leo I wordt in de kunst afgebeeld met een draak en is patroonheilige van de zangers, muzikanten en organisten.
Ter gelegenheid van zijn vijftienhonderdste sterfdag publiceerde paus Johannes XXIII op 11 november 1961 de encycliek Aeterna Dei Sapientia.